# 1875 en France
Chronologie de la France
- 1871
- 1872
- 1873
- 1874
- 1875
- 1876
- 1877
- 1878
- 1879

Cette page concerne l'année 1875 du calendrier grégorien.

## Événements
- 5 janvier : inauguration de l'opéra de Paris, œuvre de l'architecte Charles Garnier[1].
- 6 janvier : message présidentiel de Mac Mahon adressé à l’Assemblée ; « l’heure est venue d'aborder la grave discussion des lois constitutionnelles »[2].
- 21 janvier : 
  - début des discussions à l'Assemblée nationale du rapport de la Commission des Trente[3].
  - décret de création de la Banque de l'Indochine à Saïgon[4].

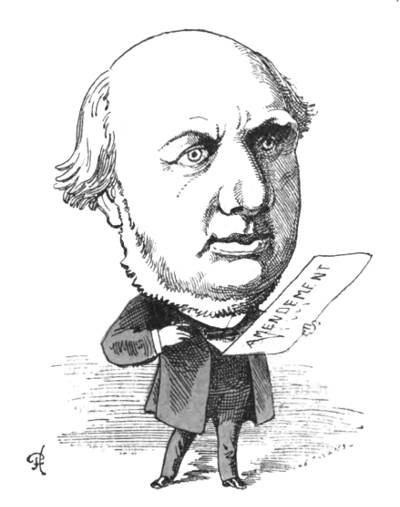
Henri Wallon par Georges Lafosse, dessin paru en février 1875.

- 30 janvier : « amendement Wallon » qui établit le septennat présidentiel et précise le caractère républicain du régime[5] ; par 353 voix contre 352, il est décidé que le président de la République serait élu pour sept ans par la Chambre des députés et le Sénat réunis en congrès[2].
- 19 février : arrêt Prince Napoléon[6].
- 24 février - 16 juillet : lois constitutionnelles établissant la IIIe République[5]. Vote de la Constitution, qui établit un régime parlementaire : loi du 24 février 1875, sur l'organisation du Sénat ; loi du 25 février 1875, sur l'organisation des pouvoirs publics ; loi du 16 juillet 1875, sur les rapports entre les pouvoirs publics[2].

- 10 mars : gouvernement Louis Buffet (fin le 23 février 1876)[7].

- 20 mai : signature de la Convention du Mètre par 17 États à Paris[8]. Ce traité international décide de la construction d'un nouveau prototype du mètre. Le célèbre mètre étalon en platine iridié est déposé au Bureau international des poids et mesures (BIPM) dans l'enceinte de Pavillon de Breteuil à Sèvres (Hauts-de-Seine), dans un domaine soumis aux loi d’exterritorialité.

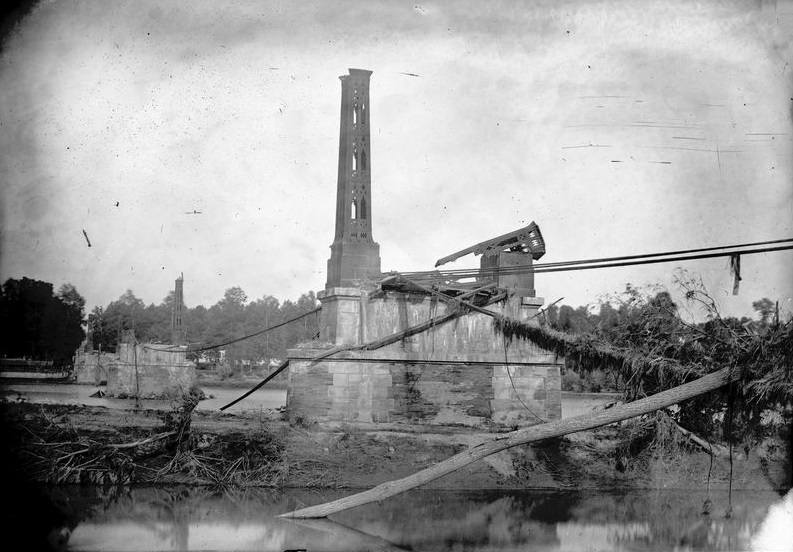
Ruines du pont Saint-Michel après l'inondation.

- 23 juin : des crues catastrophiques dans le bassin de la Garonne font plus de 500 victimes[9]. En visite à Toulouse le 26 juin, le président Mac Mahon ne trouve rien d'autre à dire que « Que d'eau ! Que d'eau ! »[10].

- 23 juillet : le « Comité des Promenades », premier office de tourisme de France est créé à Gérardmer[11].
- 2 août : loi constitutionnelle réformant le mode d'élection des sénateurs[12].
- 11 août : fondation de l'Institut catholique de Paris[13].

- 19 octobre : La Boulangère a des écus, opéra bouffe en trois actes de Jacques Offenbach, sur un livret d'Henri Meilhac et Ludovic Halévy, est créé aux théâtre des Variétés[14].

- 26 novembre : arrêt Pariset ; le Conseil d'État censure pour détournement de pouvoir la décision du préfet de fermer une manufacture d'allumettes[6].
- 30 novembre : loi constitutionnelle précisant le mode d'élection des députés[15].